# Gerhard Lenski
Gerhard Emmanuel " Gerry " Lenski, Jr. (13 de agosto de 1924 - 7 de dezembro de 2015) foi um sociólogo americano conhecido por suas contribuições à sociologia da religião, desigualdade social e pela introdução da teoria ecológico-evolutiva . Ele passou grande parte de sua carreira como professor na Universidade da Carolina do Norte em Chapel Hill, onde atuou como presidente do Departamento de Sociologia, 1969-72, e como presidente da Divisão de Ciências Sociais, 1976-78. 

## Vida e carreira
Lenski nasceu e foi criado em Washington, DC, filho de um pastor luterano,  neto do teólogo nascido na Alemanha Richard Charles Henry Lenski  e sobrinho da autora infantil Lois Lenski. Ele freqüentou a Universidade de Yale, onde recebeu um diploma de bacharel em 1947, depois de servir como criptógrafo na 8ª Força Aérea na Inglaterra na Segunda Guerra Mundial, e depois obteve seu doutorado em Yale em 1950.
Lenski foi premiado com uma bolsa de pré-doutorado pelo Conselho de Pesquisa Científico-Social, 1949–50, e mais tarde uma bolsa sênior do corpo docente, 1961–62; uma bolsa Guggenheim, 1972–73; e IREX Senior Faculty Exchange Fellowships, para a Polônia, 1978, e Hungria, 1988. Ele atuou como vice-presidente da Associação Sociológica Americana, de 1969 a 1970, e foi nomeado presidente em 1972. Ele também foi presidente da Sociedade Sociológica Austral, 1977-1978 e eleito Fellow da Academia Americana de Artes e Ciências, 1976. Em 2002, ele foi premiado com o prêmio de Carreira de Distinção Acadêmica da Associação Americana de Sociológos. 
Seus escritos foram traduzidos para alemão, sueco, espanhol, polonês e chinês (tanto traduções do continente quanto de Taiwan). Lenski casou-se com o poeta Jean Cappelmann em 1948. Ele e Jean Lenski eram ativos no Movimento dos Direitos Civis e oponentes da Guerra do Vietnã. Eles tiveram quatro filhos, incluindo o biólogo evolutivo Richard Lenski. Após a morte de Jean em 1994, ele se casou com Ann Bonar, viúva do sociólogo Hubert "Tad" Blalock . Lenski morreu em Edmonds, Washington, aos 91 anos. 

## Trabalho acadêmico

### Sociologia da religião
Grande parte dos primeiros trabalhos de Lenski tratou da sociologia da religião e culminou na publicação de The Religious Factor (O fator religioso).  Ele define religião como "um sistema de crenças sobre a natureza da(s) força(s) moldando o destino do homem e as práticas associadas a ela, compartilhadas pelos membros de um grupo".  Um revisor em Commentary descreveu o livro como um "grande conquista" em um subcampo muitas vezes negligenciado,  e Robert Wuthnow se referiu a este volume como "indiscutivelmente um de um punhado de 'clássicos' entre as contribuições de sociólogos americanos para o estudo científico social da religião."  Em 1958, a investigação empírica de Lenski sobre "o impacto da religião na política, economia e vida familiar" na área de Detroit revelou, entre outras percepções, que havia diferenças significativas entre os católicos de um lado e os protestantes e judeus (brancos) do outro,  em relação à economia e às ciências. As descobertas de Lenski apoiaram hipóteses básicas da obra de Max Weber, A Ética Protestante e o Espírito do Capitalismo. 
De acordo com Lenski, "as contribuições do protestantismo para o progresso material foram em grande parte subprodutos não intencionais de certos traços protestantes distintivos. Esse foi um ponto central na teoria de Weber". Lenski observou que mais de cem anos antes de Weber, John Wesley, um dos fundadores da Igreja Metodista, havia observado que "diligência e frugalidade" tornavam os metodistas ricos. "Em uma era inicial, o ascetismo protestante e a dedicação ao trabalho, conforme observado por Wesley e Weber, parecem ter sido importantes padrões de ação que contribuíram para o progresso econômico. Ambos facilitaram a acumulação de capital, tão importante para o crescimento econômico e desenvolvimento das nações." 
Disse Lenski, o ascetismo era raro entre os protestantes modernos, e a distinta doutrina protestante do "chamado" foi amplamente esquecida. Em vez disso, o moderno ( branco) Protestantes e judeus tinham um alto grau de "autonomia intelectual" que facilitava o avanço científico e técnico.  Em contraste, Lenski apontou, os católicos desenvolveram uma orientação intelectual que valorizava a "obediência" aos ensinamentos de sua igreja acima da autonomia intelectual, o que os tornou menos inclinados a ingressar em carreiras científicas. 
Lenski rastreou essas diferenças até a Reforma e a reação da Igreja Católica a ela. Na opinião de Lenski, a Reforma incentivou a autonomia intelectual entre os protestantes, em particular anabatistas, puritanos, pietistas, metodistas e presbiterianos. Na Idade Média, havia tendências para a autonomia intelectual, como exemplificado em homens como Erasmo de Roterdão. Mas depois da Reforma, os líderes da igreja católica identificaram cada vez mais essas tendências com o protestantismo e a heresia .Isso exigia que os católicos fossem obedientes e fiéis à disciplina eclesiástica. Na opinião de Lenski, seu estudo mostrou que essas diferenças entre protestantes e católicos sobrevivem até os dias atuais. Como consequência, "nenhuma das nações predominantemente e devotamente católicas no mundo moderno pode ser classificada como uma nação industrial líder . Algumas nações católicas - como França, Itália, Argentina , Brasil e Chile - são altamente industrializadas, mas nenhuma deles são líderes nos campos tecnológico e científico, nem parece provável que se tornem. Recentemente [1963] alguns cientistas sociais católicos brasileiros compararam o progresso de seu país com o do Estados Unidos e concluiu que o principal fator responsável pelas taxas diferenciais de desenvolvimento é a herança religiosa das duas nações." 

### Teoria ecológico-evolutiva
Em publicações subsequentes (Poder e Privilégio, 1966;  Sociedades Humanas, 1970;  e Teoria Ecológica-Evolucionária, 2006), Lenski construiu os fundamentos da teoria evolutiva lançada no século XVIII por A.R.J. Turgot, Adam Ferguson, John Millar e Thomas Malthus , e nos séculos 19 e 20 por Charles Darwin , Lewis Henry Morgan e Leslie White e muitos evolucionistas biológicos que o seguiram, para propor uma teoria ecológica e evolutiva mais contemporânea do desenvolvimento social a partir da Idade da Pedra até o presente. Ele viu a acumulação de informações, especialmente informações tecnológicas, como o fator mais básico e poderoso na evolução das sociedades humanas (embora não seja o único, como alguns de seus críticos afirmam). Lenski argumentou que a evolução da informação cultural é uma extensão da evolução da informação genética com as características das sociedades humanas sendo o produto da interação de influências genéticas e culturais. 
Os membros de qualquer sociedade estão unidos por uma cultura compartilhada e parcialmente distinta e por redes de relações sociais entre si. Esses laços variam em intensidade e distinção, dependendo da magnitude do estoque de informações da sociedade e da extensão dos contatos com outras sociedades. Com a aquisição de sinais e, posteriormente, de símbolos, os ancestrais dos humanos modernos adquiriram a capacidade extremamente importante de compartilhar informações adquiridas por meio da experiência individual. Esses e outros avanços posteriores nas tecnologias de comunicação e transporte lançaram as bases para grandes desenvolvimentos em sistemas políticos e econômicos, desigualdade social, ciência, ideologia e outras esferas da vida. 
A teoria de Lenski foi bem recebida. Um ex-presidente da Associação de Ciência Política dos Estados Unidos, Heinz Eulau, descreveu a obra "Power and Privilege" como uma "obra-prima da análise social comparativa" e Ralf Dahrendorf referiu-se a ele como "uma obra imaginativa e substancial [e] um guia indispensável".  A  Revista Sociological Theory dedicou uma edição da revista a comentários e apreciações de seu trabalho (vol. 22, no. 2, junho de 2004). 
Uma característica do trabalho de Lenski que ganhou aceitação bastante ampla entre os sociólogos, conforme refletido em sua incorporação nos principais livros introdutórios da disciplina, é sua tipologia ecológica e evolutiva das sociedades humanas proposta pela primeira vez em Power and Privilege e aprimorada posteriormente em Human Societies and other. publicações  Esta tipologia é baseada na combinação de dois elementos: (1) o tipo de ambiente ao qual a sociedade deve se adaptar, e (2) seu nível de desenvolvimento tecnológico. Em sua forma mais básica, Lenski identifica sete tipos de sociedades :
- Sociedades de caçadores e coletores;
- sociedades hortícolas;
- Sociedades agrícolas ou agrárias;
- sociedades industriais;
- sociedades de pesca;
- sociedades de pastoreio;
- Sociedades marítimas. [7]

Esses tipos são frequentemente combinados de várias maneiras (por exemplo, sociedades hortícolas e agrárias em industrialização, como Gana e Brasil no final do século 20) e podem ser utilmente subdivididos em mais ou menos avançados (por exemplo, sociedades hortícolas simples e avançadas).  Uma característica importante da teoria de Lenski tem sido sua ênfase na necessidade de uma abordagem amplamente inclusiva na construção da teoria. Em um artigo de 1988, ele argumentou que a teoria macrossociológica deveria se basear em nosso conhecimento de todo o universo das sociedades humanas, tanto do passado quanto do presente, e deveria procurar explicar as principais características desse universo, tanto suas uniformidades quanto suas variações.  Esta é, sem dúvida, uma característica da teoria que muitos sociólogos acham preocupante e pouco atraente por causa da tradição desenvolvida na sociologia americana no século XX de focar a teoria e a pesquisa em sua própria sociedade durante um período de tempo limitado (isto é, a sociedade americana em século 20) ou um punhado de sociedades (por exemplo, sociedades industriais modernas) durante um período de tempo igualmente limitado. 

### Crítica do marxismo
Outra característica notável do trabalho de Lenski foi seu interesse pelas sociedades marxistas. Isso surgiu de sua preocupação com as forças que moldam o desenvolvimento social. Karl Marx , que teve grande influência no pensamento sociológico em meados do século XX, tinha uma visão muito otimista da natureza humana que se reflete em sua crença na inevitabilidade do comunismo no futuro, quando o princípio governante nas sociedades humanas seria " de cada um segundo a sua capacidade, a cada um segundo a sua necessidade”. Lenski via as sociedades marxistas do século 20 como experimentos sociais importantes, mas muitas vezes negligenciados, que colocavam à prova a visão de Marx sobre a natureza humana e a consideravam deficiente.  Seu trabalho anterior na década de 1950 em sua obra "A inconsistência de status (quo)" (isto é , divisões de classe social e tensão e discriminação étnica) recebeu uma recepção positiva entre vários sociólogos influentes do Leste Europeu, que o consideraram uma ferramenta muito mais eficaz do que o modelo oficial do partido comunista para analisar e compreender as realidades da vida social. desigualdade em suas sociedades, ao mesmo tempo em que fornecem uma ferramenta útil para desafiar uma ordem social comunista cada vez mais inaceitável.